# Sion Edwards
Pour les articles homonymes, voir Edwards.
 (décembre 2011).
Sion Edwards (né le 1er août 1987) est un footballeur gallois évoluant au poste de milieu de terrain dans le club de Bangor City.
Il est champion du pays de Galles 2010-2011.

## Biographie
Lors de sa formation à Cemaes Bay, Sion Edwards est repéré par le club anglais de Chester City avec lequel il fait un essai, mais il prend alors la direction de Wrexham où il connaît le centre de formation puis l'équipe réserve. Après avoir été libéré de son contrat, il s'engage avec un autre club gallois, Bangor City, où il fait des débuts tonitruants. Lors du match d'ouverture de la saison 2006-2007, il entre en jeu comme remplaçant lors d'un match contre Cefn Druids et inscrit un doublé  en quelques minutes à peine.
Edwards peut jouer aussi bien ailier que milieu de terrain.

## Palmarès
Bangor City
- Championnat
  - Vainqueur : 2011.
- Coupe du pays de Galles
  - Vainqueur : 2008, 2009 et 2010.
- Coupe de la Ligue
  - Vainqueur : 2009.